# 維爾·馬蒂·斯泰曼
維爾·馬蒂·斯泰曼（德語：Ville Matti Steinmann；1995年1月8日—）是一位德國足球運動員。在場上的位置是中後衛。他現在效力於德國足球甲級聯賽球隊漢堡。他在2014年9月20日首次代表漢堡參加德甲比賽。